# Jag behöver dig, o Jesus, till min frälsning och mitt ljus
Jag behöver dig, o Jesus, till min frälsning och mitt ljus är en sång med text från 1855 av Frederick Whitfield med originaltitel "I need Thee, precious Jesus, For I am full of sin"  och musik komponerad omkring 1890 av Ira David Sankey. Sången gavs ut första gången 1855 i ett separattryck och översattes 1857 av Lina Sandell-Berg för tidningen Budbäraren (nr 12 1857) till en psalm med titelraden Jag behöver dig, o Jesus, ty jag har blott synd i mig → psalmtext. Texten har sedan textbearbetats 1892 av Carl Boberg så till den grad att vissa psalmböcker angivit Boberg som översättare och 1985 bearbetades den ytterligare av Harry Lindström.
Ytterligare en version med samma inledningsord skrevs av F. O. E. Kock 1861 med åtta verser och lydelsen "Jag behöver dig, o Jesu, ty i mig bor intet gott".
I Bobergs version är texten inte fri från upphovsrätt förrän år 2010.

## Publicerad i
- Hemlandssånger 1891 som nr 312 under rubriken "Kärleken".
- Svenska Missionsförbundets sångbok 1894 som nr 176 fyra verser av Boberg under rubriken "Omvändelse".
- Sionstoner 1889 som nr 148 i Sandells version, under rubriken "Bättring och tro".
- Svensk söndagsskolsångbok 1908 som nr 73 under rubriken "Frälsningen i Kristus".
- Svenska Missionsförbundets sångbok 1920 som nr 232 fyra verser i Carl Bobergs version, under rubriken "Omvändelse och nyfödelse".
- Sionstoner 1935 som nr 359 i Sandells version, under rubriken "Nådens ordning: Trosliv och helgelse"
- Guds lov 1935 som nr 161 i Sandells version, under rubriken "Bön och vaksamhet".
- Svenska Missionsförbundets sångbok 1951, som nr 232 under rubriken "Troslivet - Syndabekännelse och överlåtelse".
- Psalmer och Sånger 1987 som nr 593 under rubriken "Att leva av tro - Omvändelse".[2]
- Lova Herren 1988 som nr 554 i Lina Sandells version, under rubriken "Guds barn i bön och efterföljelse"
- Lova Herren 1988 som nr 560 i Kocks version i åtta verser, under rubriken "Guds barn i bön och efterföljelse".
- Herren Lever 1977 som nr 312 i Lina Sandells version.